# 中国驻琅勃拉邦总领事列表
本列表为中国驻老挝琅勃拉邦总领事馆历任总领事名录。

## 历任中国驻琅勃拉邦总领事

### 中华人民共和国驻琅勃拉邦总领事（2013年至今）
2012年8月14日，中老两国达成协议，中国在琅勃拉邦设置总领事馆。2013年12月25日，驻琅勃拉邦总领事馆正式开馆。
| 姓名   | 任命 | 到任           | 递交任命书    | 免职 | 离任       | 领事职务 | 备注 | 备注 |
| ------ | ---- | -------------- | ------------- | ---- | ---------- | -------- | ---- | ---- |
| 李可武 |      | 2013年10月1日  |               |      | 2015年11月 | 总领事   |      |      |
| 黎宝光 |      | 2015年12月12日 | 2016年1月24日 |      | 2019年3月  | 总领事   |      |      |
| 李志工 |      | 2019年4月20日  | 2019年4月19日 |      | 2023年2月  | 总领事   |      |      |
| 张社平 |      | 2023年9月15日  | 2023年9月25日 | 现任 |            | 总领事   |      |      |